# Balma del Barranc del Mas d'en Peret
La Balma del Barranc del Mas d'en Peret és un jaciment arqueològic d'època del Paleolític mitjà al terme municipal de la Pobla de Cérvoles, (Les Garrigues), inclòs a l'Inventari del Patrimoni Arqueològic i Paleontològic de Catalunya.
Aquest jaciment és en un terreny erm i abrupte de pudingues i diàclasis, al marge esquerre del Barranc del Mas d'en Peret. La zona és boscosa i densament poblada de matolls, coscolls, alzines i pins. El jaciment de la Barranc del Mas d'en Peret va ser localitzat per primera vegada pel Grup de Recerques Arqueològiques la Femosa l'any 1976. En aquesta balma, es va fer un petit mostreig de prospecció. Malgrat aquesta prospecció, l'estat del jaciment és bo. Les troballes que es van fer arran del mostreig de prospecció van ser, un raspador amb talla levallois, de tipus mosterià.